# Bøllo Heyerdahl
Bollo Heyerdahl (ur. 22 czerwca 1978), znany również jako Tormentor – norweski muzyk, kompozytor, wokalista i multiinstrumentalista.
W roku 1997 wraz z Infernusem współtworzył Gorgoroth. Nagrał partie gitarowe oraz napisał teksty do albumów Destroyer (1998) i Incipit Satan (2000). Oba albumy ukazały się nakładem Nuclear Blast. Wziął również udział w trasie po Europie i Ameryce Południowej. Odszedł z zespołu w roku 2002. Na krótką chwilę powrócił w 2003, aby zagrać podczas jednego z koncertów, który odbył się w Bergen (Norwegia).
Następnie, Tormentor wraz z Taipanem, Infernusem i Dirge Rep stworzył zespół Orcustus. Heyerdahl wziął również udział w nagrywaniu płyty Metal for Demons (1998) grupy Desekrator, która składała się z członków Gorgoroth, Old Funeral i Enslaved. Gościnnie zagrał także jako basista na jednej z płyt zespołu Gaahlskagg i wraz z Infernusem (jako Norwegian Evil) nagrał cover Von, który ukazał się na składance A Norwegian Hail To VON (2005).

## Dyskografia
- Gorgoroth - Destroyer (1998)
- Desekrator - Metal for Demons (1998)
- Gaahlskagg - Erotic Funeral Party I (Split z Stormfront, 1999)
- Gorgoroth - Incipit Satan (2000)
- Gaahlskagg - Erotic Funeral (2000)
- Orcustus - Demo 2002 (2002)
- Orcustus - World Dirtnap 7" (2003)
- Norwegian Evil - A Norwegian Hail to VON (2005)
- Orcustus - Wrathrash 7" (2005)
- Gorgoroth - Quantos Possunt ad Satanitatem Trahunt (2009)